# Вила I (Бреша)
Вила I је насеље у Италији у округу Бреша, региону Ломбардија.
Према процени из 2011. у насељу је живело 76 становника. Насеље се налази на надморској висини од 477 м.